# Islas de Liajov

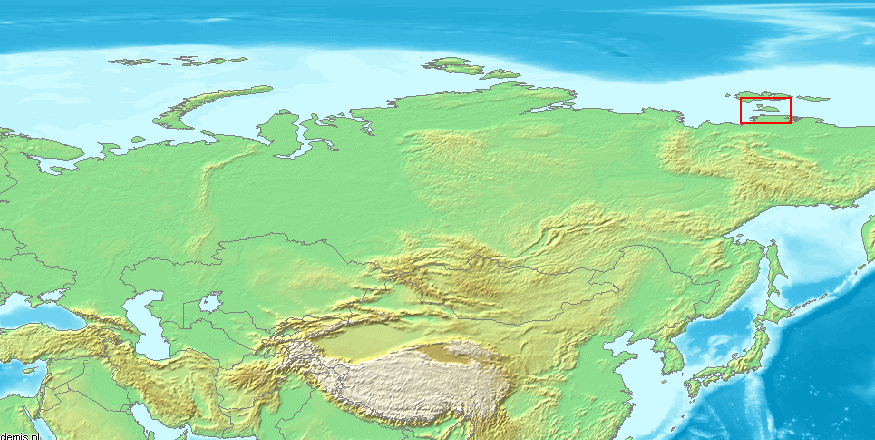
Localización de las islas de Liájov en Asia

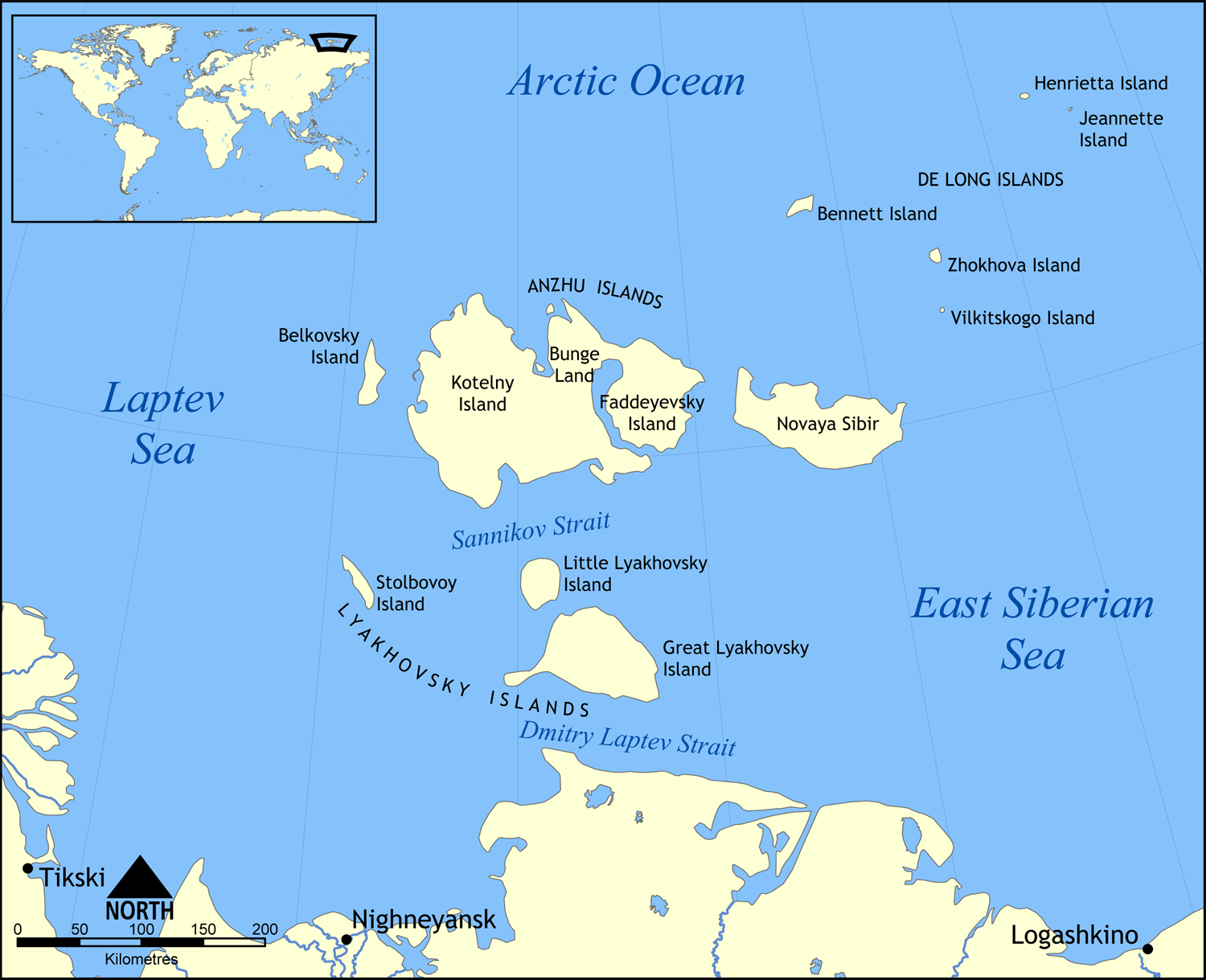
Mapa de las Islas de Liájov en Rusia

Las islas de Liájov (en ruso, Ляховские острова/Liájovskiye ostrová) son el grupo más meridional del archipiélago de las islas de Nueva Siberia, localizado frente a la costa ártica de Siberia oriental, en Rusia. Administrativamente, las islas pertenecen a la república de Sajá.

## Geografía
Las islas están en el límite entre las aguas del mar de Láptev, por el oeste, y las del mar de Siberia Oriental, por el este. El grupo de islas está separado del continente por el estrecho de Láptev, de 60 km de anchura, y de las Islas Anzhu por el estrecho de Sánnikov, de 50 km. El grupo está formado por dos islas principales:
- la Gran Liájovski (Большой Ляховский), de 4.600 km², con una altitud máxima de 270 metros en Emy Tas;
- la Pequeña Liájovski (Малый Ляховский), de 1.325 km².

Otras islas del grupo son la isla Stolbovói y la isla Semiónovski.

## Historia
En 1710, mientras navegaba del río Lena al río Kolymá, Yákov Permiakov observó la silueta de dos grupos de islas desconocidos en el mar. Esas islas eran, como se llamaran más tarde, isla Gran Liájovski y las islas Medvyezhi.
En 1712, Permiakov y su compañero Merkury Vagin cruzaron sobre el hielo la bahía del Yana, partiendo desde la boca del río Yana hasta la isla Gran Liájovski y exploraron la entonces desconocida isla.
Permiakov y Vagin fueron asesinados en el camino de regreso de su exploración por los miembros amotinados de la expedición. Los cosacos tomaron el cadáver de Permiakov y le prendieron fuego. No se sabe que hicieron los rebeldes con las cenizas, pero los restos de Permiakov nunca fueron encontrados.
El grupo de islas fue llamada así en honor del mercader y explorador ruso Iván Liájov, que las exploró y describió en varias campañas realizadas entre 1770 y 1775.
- Datos: Q912074
- Multimedia: Lyakhovsky Islands / Q912074